# Emil Schürer

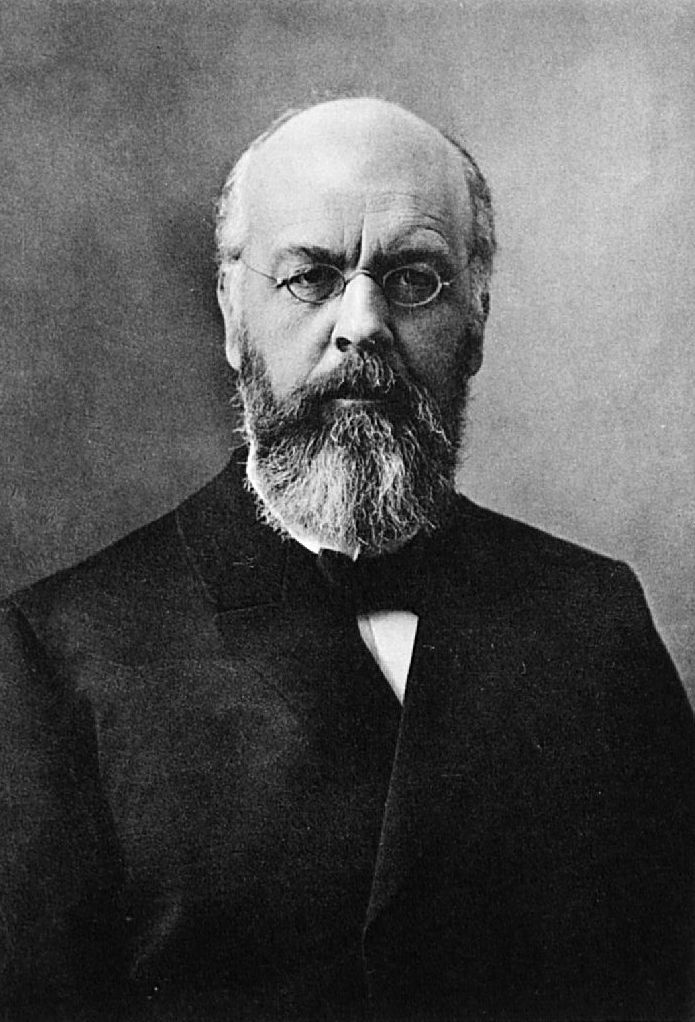
Emil Schürer (1911)

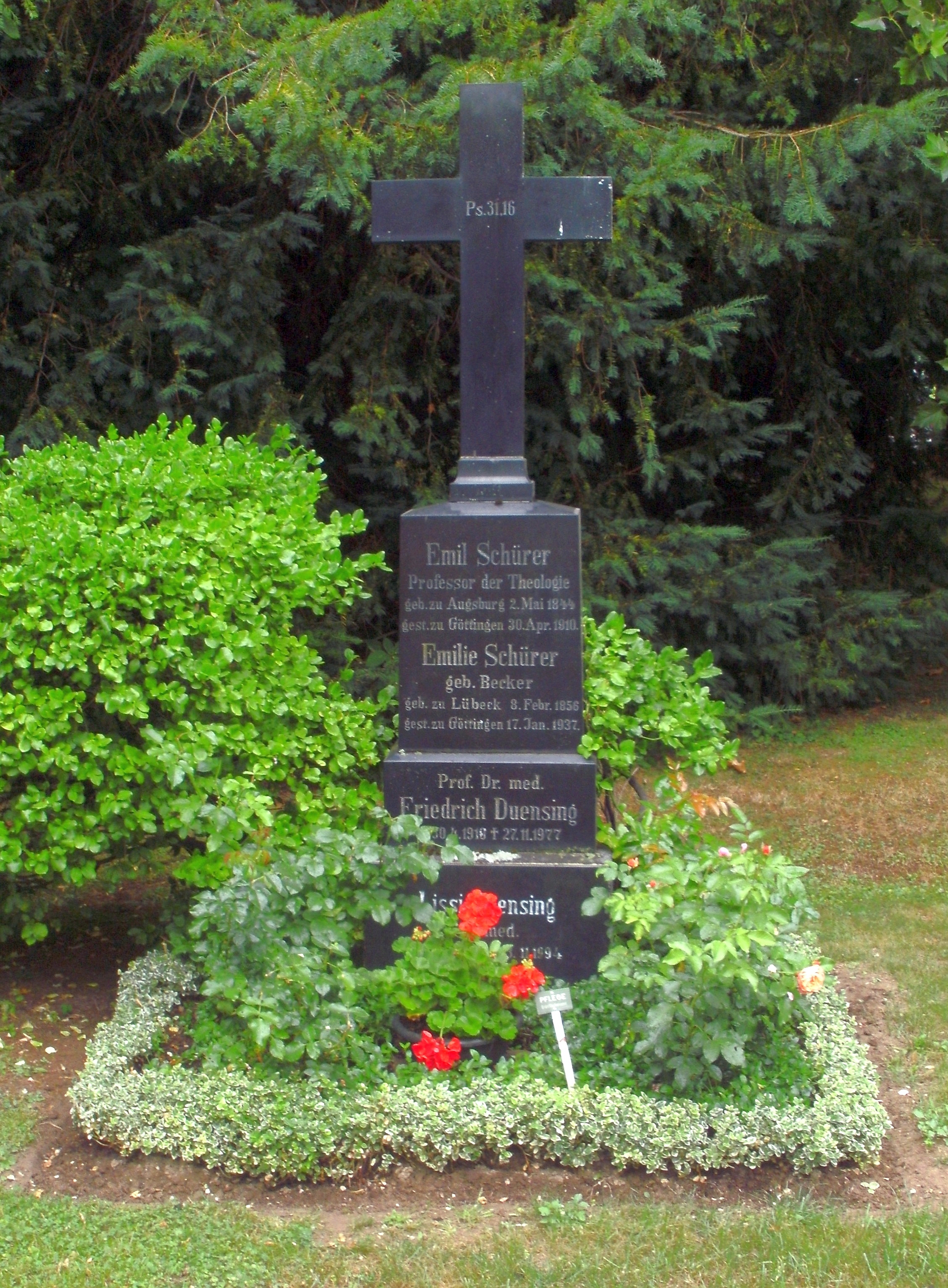
Göttingen, Stadtfriedhof: Grab Emil Schürer

Emil Schürer (* 2. Mai 1844 in Augsburg; † 30. April 1910 in Göttingen) war ein deutscher protestantischer Theologe.

## Leben
Emil Schürer besuchte das Gymnasium bei St. Anna seiner Heimatstadt, an dem er 1862 das Abitur ablegte. Er studierte von 1862 bis 1866 Evangelische Theologie an der Universität Erlangen, der Universität Berlin und der Universität Heidelberg. Zu Beginn seines Studiums trat er christlichen Studentenverbindung Uttenruthia Erlangen bei. 1873 wurde er zum Professor Extraordinarius an der Universität Leipzig ernannt, 1878 zum ordentlichen Professor an der Universität Gießen. Von dort wechselte er 1890 als Ordinarius an die Christian-Albrechts-Universität zu Kiel, wo er 1894/95 als Rektor amtierte. Schließlich folgte er 1895 einem Ruf an die Universität Göttingen. Im Jahre 1876 gründete er die Theologische Literaturzeitung, deren Herausgeber er auch war. Von 1881 bis 1910 gab er sie zusammen mit Adolf Harnack heraus.
Seine ausführliche Arbeit zur Geschichte der Juden in der Zeit Christi (Geschichte des jüdischen Volks im Zeitalter Jesu Christi, 2 Bände, 1886–1890; überarbeitet in 3 Bänden, 1901–1902) machte ihn in Großbritannien und den Vereinigten Staaten zu einem der bekanntesten neuzeitlichen deutschen Gelehrten. Eine neu erarbeitete englischsprachige Version des Werkes erschien unter der Herausgeberschaft von Géza Vermes und Fergus Millar in drei Bänden von 1973 bis 1987. Schürer starb nach langer Krankheit am 30. April 1910.

## Schriften (Auswahl)
- Schleiermachers Religionsbegriff (1868)
- Lehrbuch der neutestamentlichen Zeitgeschichte (1874; eine frühere Version Gesch. des jüd. Volks)
- Die Gemeindeverfassung der Juden in Rom (1879)
- Geschichte des jüdischen Volkes im Zeitalter Jesu Christi (1890)